# Gran Bretagna ai Giochi della XXI Olimpiade
Il Regno Unito (con il nome di Gran Bretagna) partecipò ai Giochi della XXI Olimpiade che si sono svolti a Montréal dal 17 luglio al 1º agosto 1976, con una delegazione di 242 atleti impegnati in 17 discipline per un totale di 148 competizioni. Il portabandiera alla cerimonia di apertura fu il velista Rodney Pattisson, alla sua terza Olimpiade dopo aver conquistato per due volte la medaglia d'oro nelle precedenti edizioni dei Giochi.
Il bottino della squadra fu di tre medaglie d'oro, cinque d'argento e altrettante di bronzo, che le valsero il tredicesimo posto nel medagliere complessivo. Da ricordare l'oro conquistato da David Wilkie nell'unica gara che non fu vinta da uno statunitense delle tredici in programma nel nuoto maschile.

## Medaglie
| Medaglia | Nome | Sport              | Evento                 |
| -------- | --- | ------------------ | ---------------------- |
| Oro      | David Wilkie | Nuoto              | 200 m rana             |
| Oro      | Jim Fox Danny Nightingale Adrian Parker                                                                                             | Pentathlon moderno | Gara a squadre         |
| Oro      | John Osborn Reg White | Vela               | Classe Tornado         |
| Argento  | Michael Hart Chris Baillieu | Canottaggio        | Due di coppia          |
| Argento  | James Clark Tim Crooks Richard Lester Hugh Matheson David Maxwell Leonard Robertson John Yallop Patrick Sweeney Frederick Smallbone | Canottaggio        | Otto                   |
| Argento  | Keith Remfry | Judo               | Categoria Open         |
| Argento  | Julian Brooke Houghton Rodney Pattisson                                                                                             | Vela               | Classe Flying Dutchman |
| Argento  | David Wilkie | Nuoto              | 100 m rana             |
| Bronzo   | Brendan Foster | Atletica leggera   | 10000 m                |
| Bronzo   | Ian Banbury Michael Bennett Robin Croker Ian Hallam                                                                                 | Ciclismo           | Inseguimento a squadre |
| Bronzo   | David Starbrook | Judo               | Fino a 93 kg           |
| Bronzo   | Alan McClatchey David Dunne Gordon Downie Brian Brinkley                                                                            | Nuoto              | 4x200 m stile libero   |
| Bronzo   | Patrick Cowdell | Pugilato           | Pesi gallo             |